# Boyd Exell
Boyd Exell (* 29. Juli 1972 in Bega) ist ein australischer Fahrer, Trainer, Kampfrichter und Pferdebesitzer, der sich auf Vierspänner spezialisiert hat. Er hält seit den Weltreiterspielen 2010 den Titel als Weltmeister im Vierspännerfahren.
Er war von 2010	bis 2020 Richter für die Fédération Équestre Internationale (FEI).
Er ist international erfolgreich und wurde bei den Weltreiterspielen 2010 in Lexington (Kentucky) zum ersten Mal Einzel-Weltmeister. Sein Gespann bestand aus Monty, Winston, Spitfire 17, Rambo 395 und Capone II. Diesen Erfolg konnte er bei den Weltmeisterschaften 2012 in Riesenbeck mit dem gleichen Gespann wiederholen.
Im August 2013 starb sein damaliges Spitzenpferd Bill 22, das als schnellstes Vierspänner-Vorderpferd der Welt galt. Der 1992 geborene braune Orlow-Traber Bill 22 erreichte ein Alter von 21 Jahren. Er gewann mit Boyd Exell vier Worldcup-Finale von 2009 bis 2012 in Folge. Noch 2013 erreichte Bill 22 mit Boyd Exell im Worldcup-Finale in Bordeaux den 2. Rang. Boyd Exells Erfolgsgeschichte begann mit Bills Beitrag zu Boyds Bronzemedaille bei der Weltmeisterschaft in Beesd 2008. Boyd konnte Bill 2007 von Michael Freund übernehmen. Bill hatte mit Michael Freund bereits fünf World Cup Finale gewonnen, sein erster Finalsieg war 2002 bei der Göteborg Horse Show.
2014 errang er bei den  Weltreiterspielen in der  Normandie den Titel als Einzel-Weltmeister, diesmal bestand sein Gespann aus Winston, Curios, Spitfire 19, Rambo 395 und Capone II. 2016 wurde er in Breda wiederum Einzel-Weltmeister, diesmal mit Zindgraaf, Daphne, Celviro, Carlos und dem erfahrenen Rappwallach Rambo 395.
2018 verteidigte er in Tryon mit Zindgraaf, Daphne, Checkmate, Celviro und Carlos erneut den Weltmeistertitel.

## Weltcupfinale
Boyd Exell erzielte beim Weltcupfinale im Vierspännerfahren folgende Erfolge:
- 2019  Bordeaux,  6.  Platz mit Demi, Conversano Poker, Rocket 123 und Banjok
- 2018  Bordeaux,  1.  Platz mit Demi, Conversano Poker, Clinton Star und Banjok
- 2017  Göteborg,  1.  Platz mit Demi, Costa 49, Clinton Star und Banjok
- 2016  Bordeaux,  2.  Platz mit Conversano Cselentano, Clinton Star, Banjok und Lucky
- 2015  Bordeaux,  1.  Platz mit Conversano Poker, Carrington Park Ajax, Clinton Star und Banjok
- 2014  Bordeaux,  1.  Platz mit Carrington Park Ajax, Spitfire 19, Clinton Star und Banjok
- 2013  Bordeaux,  2.  Platz mit Carrington Park Ajax, Bill 22, Banjok und Lucky
- 2012  Bordeaux,  1.  Platz mit Carrington Park Ajax, Bill 22, Banjok und Lucky
- 2011   Leipzig, 1.  Platz mit Carrington Park Ajax, Spitfire 17, Bill 22 und Lucky
- 2010  Genf, 1. Platz mit Carrington Park Ajax, Spitfire 17, Bill 22 und Lucky
- 2009  Göteborg, 1.  Platz mit Carrington Park Ajax, Bill 22, Eminenz 22 und Lucky.